# Apostila da Convenção da Haia
A Convenção relativa à supressão da exigência da legalização dos atos públicos estrangeiros, popularmente conhecida como apostila da Convenção da Haia, é um acordo estabelecido pela Conferência da Haia de Direito Internacional Privado (HCCH). A convenção determina as modalidades nas quais um documento expedido ou autenticado por autoridades públicas podem ser certificados para que obtenha valor legal nos outros estados signatários. Tal certificação é chamada "apostila" (em francês apostille). Seu objetivo consiste em facilitar transações comerciais e jurídicas, já que consolida num único certificado toda a informação necessária para gerar validade a um documento público em outro país signatário. Até 24 de outubro de 2019 118 países eram partes contratantes da convenção
A Convenção relativa à supressão da exigência da legalização dos atos públicos estrangeiros foi assinada em 5 de outubro de 1961 na cidade da Haia, Países Baixos, tendo entrado em vigor em 24 de janeiro de 1965. A apostila só tem valor entre os países signatários da convenção. Dessa forma, se o país onde se necessita utilizar o documento não participa da Convenção, será necessária uma legalização consular.

## Características
A apostila é um certificado que a assinatura/firma e selo/carimbo de um documento público que foram emitidos pela autoridade competente. Este trâmite, similar a autenticação de uma cópia ou o reconhecimento de uma firma, unicamente certifica que a firma ou selo exibido no documento foi emitido por um funcionário público no exercício de suas funções, porém não reconhece a validade do conteúdo do mesmo.
Sua finalidade é permitir que um documento público nacional seja reconhecido em um país estrangeiro. Em princípio, se reconhece que aqueles países que tenham firmado esse acordo internacional, conhecido como a Convenção da Haia, possam harmonizar, simplificar e desburocratizar os trâmites necessários para o reconhecimento desses documentos nos países em que foi emitido.

### Tipologia documental
Consideram-se públicos os documentos que possuírem as seguintes características:
- os documentos derivados de uma autoridade ou funcionário vinculado a uma jurisdição do Estado, incluindo os provenientes do ministério público, ou de um secretário, oficial ou agente judicial;
- os documentos administrativos;
- os documentos emitidos por notários (tabeliães) e cartórios de registro civil;
- os certificados oficiais que tenham sido emitidos com base em documentos privados, como reconhecimento de firmas.

No entanto, a Convenção não se aplica aos seguintes documentos:
- os documentos expedidos por agentes diplomáticos ou consulares;
- os documentos administrativos que se referem diretamente a uma operação mercantil ou aduaneira.

## Países signatários
A convenção tem atualmente 118 Estados signatários e está em vigor em todos os países da União Europeia e em todos os membros da Conferência da Haia de Direito Internacional Privado (à exceção de dez países). Na tabela abaixo, os países cujos nomes estão assinalados em itálico são partes contrates da convenção, mas não são membros da Conferência da Haia de Direito Internacional Privado.
| Estado                   | Entrada em vigor        | Apostila não reconhecida em                    | Observações |
| ------------------------ | ----------------------- | ---------------------------------------------- | --- |
| África do Sul            | 30 de abril de 1995     |                                                | |
| Albânia                  | 9 de maio de 2004       | Bélgica, Alemanha, Grécia e Espanha            | |
| Alemanha                 | 13 de fevereiro de 1966 | Índia                                          | |
| Andorra                  | 31 de dezembro de 1996  |                                                | |
| Antígua e Barbuda        | 1 de novembro de 1981   |                                                | |
| Argentina                | 18 de fevereiro de 1988 |                                                | |
| Armênia                  | 14 de outubro de 1994   |                                                | |
| Austrália                | 16 de março de 1995     |                                                | |
| Áustria                  | 13 de junho de 1968     |                                                | |
| Azerbaijão               | 2 de março de 2005      | Alemanha                                       | |
| Bahamas                  | 10 de julho de 1973     |                                                | |
| Bahrein                  | 31 de dezembro de 2013  |                                                | |
| Barbados                 | 30 de novembro de 1966  |                                                | |
| Bielorrússia             | 31 de maio de 1992      |                                                | |
| Bélgica                  | 9 de fevereiro de 1973  |                                                | |
| Belize                   | 11 de abril de 1993     |                                                | |
| Bolívia                  | 7 de maio de 2018       |                                                | |
| Bósnia e Herzegovina     | 6 de março de 1992      |                                                | |
| Botswana                 | 30 de setembro de 1966  |                                                | |
| Brasil                   | 14 de agosto de 2016    |                                                | |
| Brunei                   | 3 de dezembro de 1987   |                                                | |
| Bulgária                 | 29 de abril de 2001     |                                                | |
| Burquina Fasso           | 13 de fevereiro de 2015 |                                                | |
| Cabo Verde               | 13 de fevereiro de 2010 |                                                | |
| Canadá                   | 11 de janeiro de 2024   |                                                | |
| Cazaquistão              | 30 de janeiro de 2001   |                                                | |
| Chile                    | 30 de agosto de 2016    |                                                | |
| Chipre                   | 30 de abril de 1973     |                                                | |
| Colômbia                 | 30 de janeiro de 2001   |                                                | |
| Coreia do Sul            | 14 de julho de 2007     |                                                | |
| Ilhas Cook               | 30 de abril de 2005     |                                                | |
| Costa Rica               | 14 de dezembro de 2011  |                                                | |
| Croácia                  | 8 de dezembro de 1991   |                                                | |
| Chéquia                  | 16 de março de 1999     |                                                | |
| Dinamarca                | 26 de dezembro de 2006  |                                                | Não se aplica à Groenlândia e às Ilhas Feroé                                                                    |
| Dominica                 | 3 de novembro de 1978   |                                                | |
| República Dominicana     | 30 de agosto de 2009    | Áustria, Bélgica, Alemanha e Países Baixos     | |
| Equador                  | 2 de abril de 2005      |                                                | |
| El Salvador              | 31 de maio de 1996      |                                                | |
| Espanha                  | 25 de setembro de 1978  |                                                | |
| Seicheles                | 31 de março de 1979     |                                                | |
| Eslováquia               | 18 de fevereiro de 2002 |                                                | |
| Estados Unidos           | 15 de outubro de 1981   |                                                | |
| Estónia                  | 30 de setembro de 2001  |                                                | |
| Essuatíni                | 6 de setembro de 1968   |                                                | |
| Filipinas                | 14 de maio de 2019      |                                                | |
| Fiji                     | 10 de outubro de 1970   |                                                | |
| Finlândia                | 26 de agosto de 1986    |                                                | |
| França                   | 24 de janeiro de 1965   |                                                | |
| Geórgia                  | 14 de maio de 2007      | Grécia                                         | |
| Grécia                   | 18 de maio de 1985      |                                                | |
| Granada                  | 7 de abril de 2002      |                                                | |
| Guatemala                | 18 de setembro de 2017  |                                                | |
| Guiana                   | 18 de abril de 2019     |                                                | |
| Honduras                 | 30 de dezembro de 2004  |                                                | |
| Hong Kong                | 25 de abril de 1965     |                                                | A convenção continua em vigor apesar da transferência de soberania de Hong Kong ocorrida em 1 de julho de 1997  |
| Hungria                  | 18 de janeiro de 1973   |                                                | |
| Islândia                 | 27 de novembro de 2004  |                                                | |
| Índia                    | 14 de julho de 2005     | Alemanha                                       | |
| Irlanda                  | 9 de março de 1999      |                                                | |
| Israel                   | 14 de agosto de 1978    |                                                | |
| Itália                   | 11 de fevereiro de 1978 |                                                | |
| Japão                    | 27 de julho de 1970     |                                                | |
| Quirguistão              | 31 de julho de 2011     | Áustria, Alemanha, Bélgica e Grécia            | |
| Letônia                  | 30 de janeiro de 1996   |                                                | |
| Lesoto                   | 4 de dezembro de 1966   |                                                | |
| Libéria                  | 8 de fevereiro de 1996  | Alemanha, Bélgica e Estados Unidos             | |
| Liechtenstein            | 17 de setembro de 1972  |                                                | |
| Lituânia                 | 19 de julho de 1997     |                                                | |
| Luxemburgo               | 3 de junho de 1979      |                                                | |
| Macau                    | 4 de fevereiro de 1969  |                                                | A convenção continua em vigor em Macau apesar da transferência de soberania ocorrida em 20 de dezembro de 1999. |
| Macedônia do Norte       | 17 de novembro de 1991  |                                                | |
| Malawi                   | 2 de dezembro de 1967   |                                                | |
| Malta                    | 3 de março de 1968      |                                                | |
| Marrocos                 | 30 de agosto de 2016    |                                                | |
| Ilhas Marshall           | 14 de agosto de 1992    |                                                | |
| Ilhas Maurícias          | 12 de março de 1968     |                                                | |
| México                   | 14 de agosto de 1995    |                                                | |
| Moldávia                 | 16 de março de 2007     | Alemanha                                       | |
| Mónaco                   | 31 de dezembro de 2002  |                                                | |
| Mongólia                 | 31 de dezembro de 2009  | Áustria, Alemanha, Bélgica, Finlândia e Grécia | |
| Montenegro               | 3 de junho de 2006      |                                                | |
| Namíbia                  | 30 de janeiro de 2001   |                                                | |
| Nova Zelândia            | 22 de novembro de 2001  |                                                | |
| Nicarágua                | 14 de maio de 2013      |                                                | |
| Niue                     | 2 de março de 1999      |                                                | |
| Noruega                  | 29 de julho de 1983     |                                                | |
| Omã                      | 30 de janeiro de 2012   |                                                | |
| Palau                    | 23 de junho de 2020     |                                                | |
| Panamá                   | 4 de agosto de 1991     |                                                | |
| Países Baixos            | 8 de outubro de 1965    |                                                | Aruba, Curaçao, Países Baixos e Sint Maarten                                                                    |
| Paraguai                 | 30 de agosto de 2014    |                                                | |
| Peru                     | 30 de setembro de 2010  | Grécia                                         | |
| Polónia                  | 14 de agosto de 2005    |                                                | |
| Portugal                 | 4 de fevereiro de 1969  |                                                | |
| Reino Unido              | 24 de janeiro de 1965   |                                                | inclui as Dependências da Coroa e os Territórios ultramarinos                                                   |
| Roménia                  | 13 de março de 2001     |                                                | |
| Rússia                   | 31 de maio de 1992      |                                                | |
| São Cristóvão e Neves    | 14 de dezembro de 1994  |                                                | |
| Santa Lúcia              | 31 de julho de 2002     |                                                | |
| São Vicente e Granadinas | 27 de outubro de 1979   |                                                | |
| Samoa                    | 13 de setembro de 1999  |                                                | |
| San Marino               | 13 de fevereiro de 1995 |                                                | |
| São Tomé e Príncipe      | 13 de setembro de 2008  |                                                | |
| Sérvia                   | 27 de abril de 1992     |                                                | ratificada como Iugoslávia                                                                                      |
| Eslovênia                | 25 de junho de 1991     |                                                | |
| Suriname                 | 25 de novembro de 1975  |                                                | |
| Suécia                   | 1 de maio de 1999       |                                                | |
| Suíça                    | 11 de março de 1973     |                                                | |
| Tailândia                | 1 de novembro de 2002   |                                                | |
| Tonga                    | 4 de julho de 1970      |                                                | |
| Trinidad e Tobago        | 14 de julho de 2000     |                                                | |
| Tunísia                  | 30 de março de 2018     |                                                | |
| Turquia                  | 29 de setembro de 1985  |                                                | |
| Ucrânia                  | 22 de dezembro de 2003  |                                                | |
| Uruguai                  | 14 de outubro de 2012   |                                                | |
| Uzbequistão              | 15 de abril de 2012     | Áustria, Bélgica, Alemanha e Grécia            | |
| Vanuatu                  | 30 de julho de 1980     |                                                | |
| Venezuela                | 16 de março de 1999     |                                                | |

## Brasil

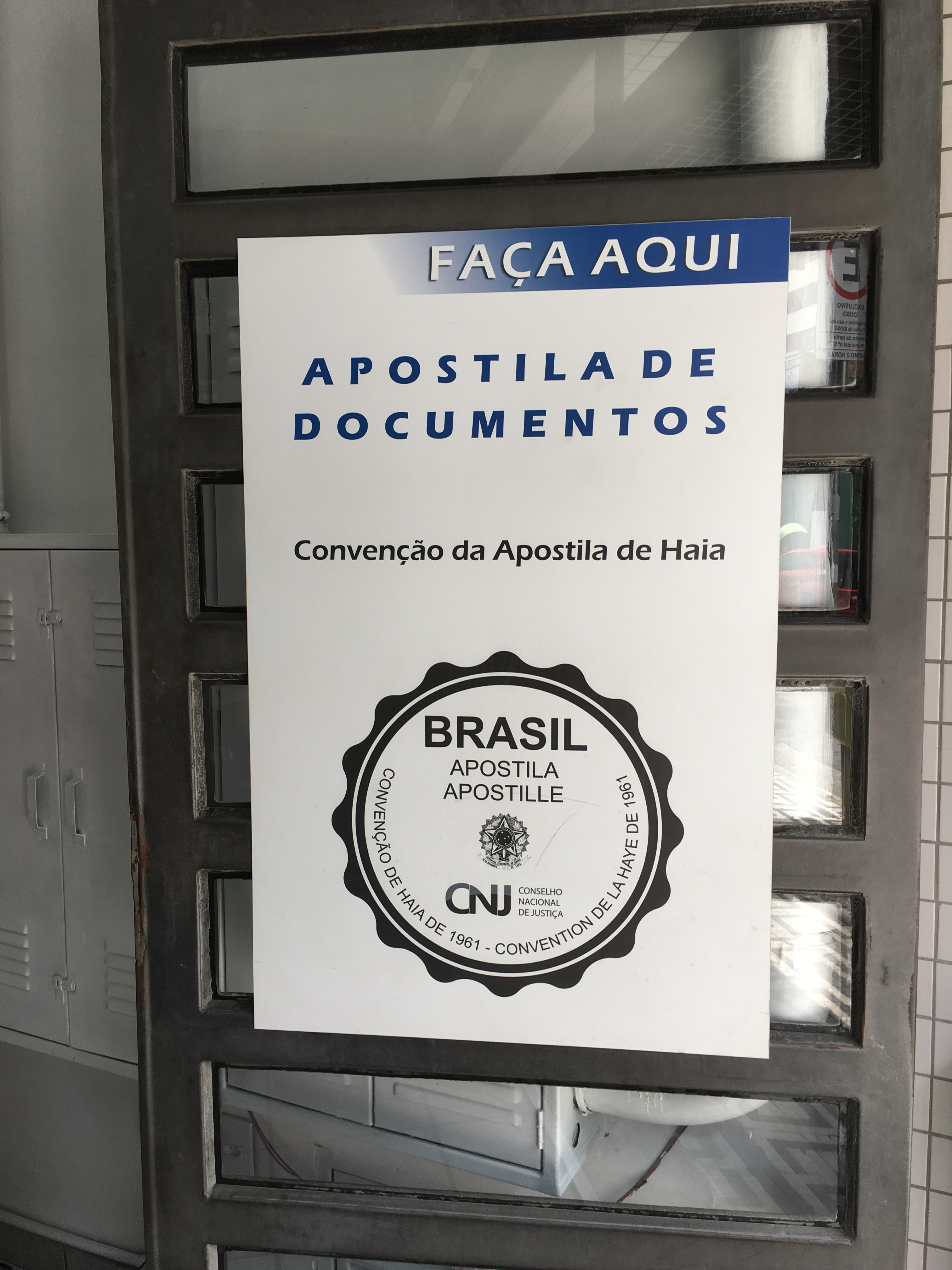
Cartaz informando que o cartório emite apostilas segundo a Convenção.

O Brasil passou a ser signatário da Convenção da Haia no tema da apostila com o decreto legislativo nº 148 de 2015. Até a entrada plena em vigor da Convenção da Apostila no Brasil a utilização internacional de qualquer documento público emitido no Brasil necessitava da legalização consular. 
Em 29 de janeiro de 2016 a presidente da República promulgou Convenção que entrou em vigor em 14 de agosto do mesmo ano. Foi criada uma estrutura para a emissão das apostilas sob responsabilidade do Conselho Nacional de Justiça. O sistema é denominado "SEI Apostila". Num primeiro momento, apenas os cartórios de notas e registro das capitais dos estados estarão habilitados a emitir apostilas.
O Brasil também tem acordos bilaterais para facilitar a legalização de documentos públicos, como o firmado com a Argentina denominado Acordo sobre Simplificação de Legalizações de Documentos Públicos, em vigor desde 15 de abril de 2004 e com a França pelo Decreto 3.598 de 12 de setembro de 2000. 